# Boisbreteau
Boisbreteau é uma comuna francesa na região administrativa da Nova Aquitânia, no departamento de Charente. Estende-se por uma área de 15,16 km². Em 2010 a comuna tinha 133 habitantes (densidade: 8,8 hab./km²).